# Гібридний синергетичний привод

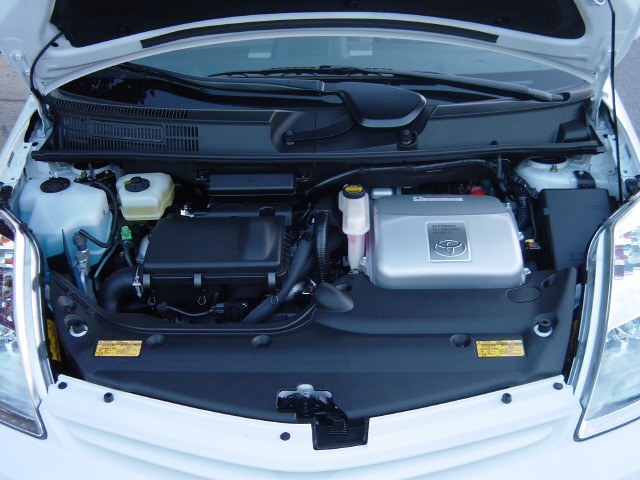
Toyota Prius, капот відкритий

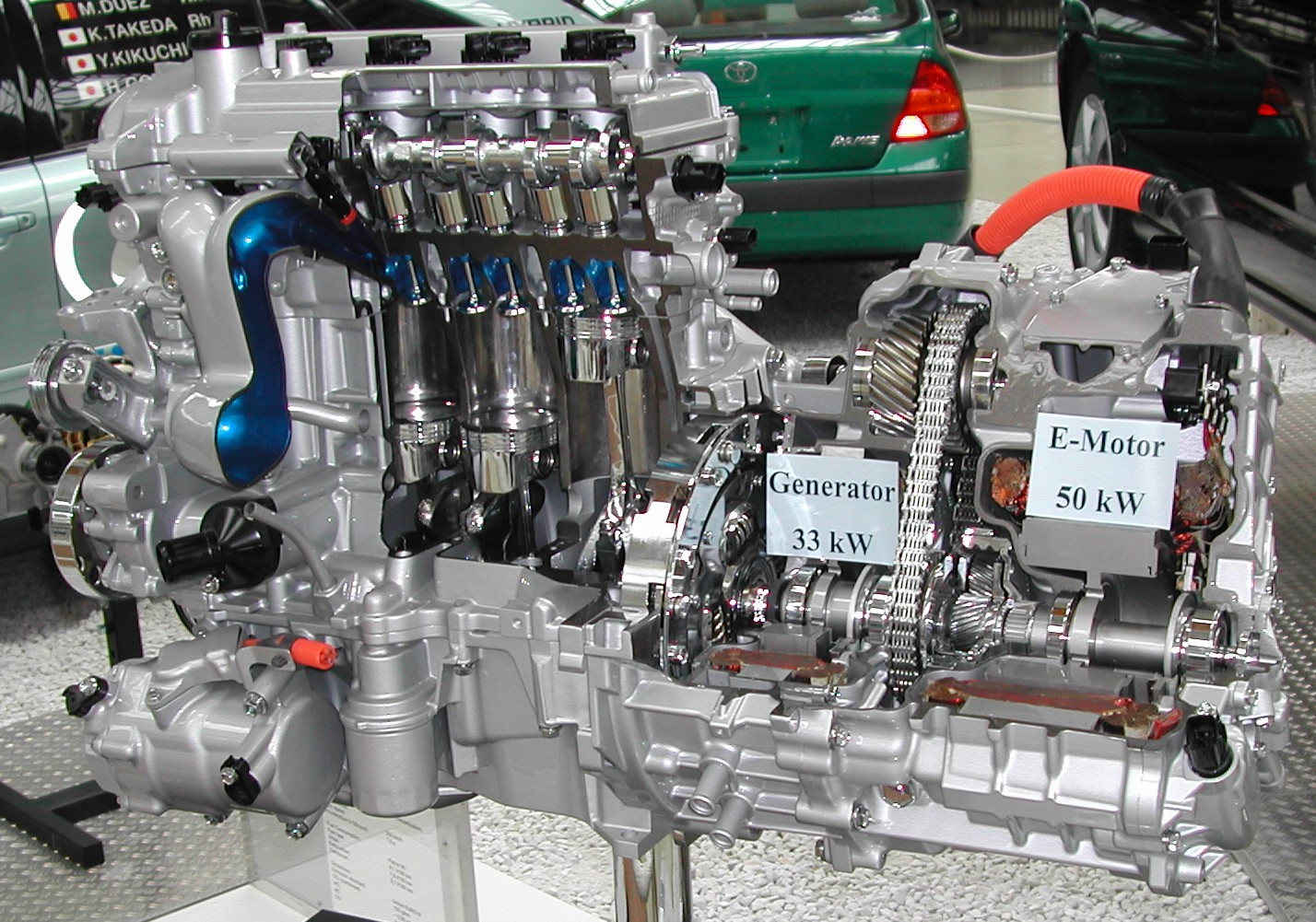
Гібридний двигун

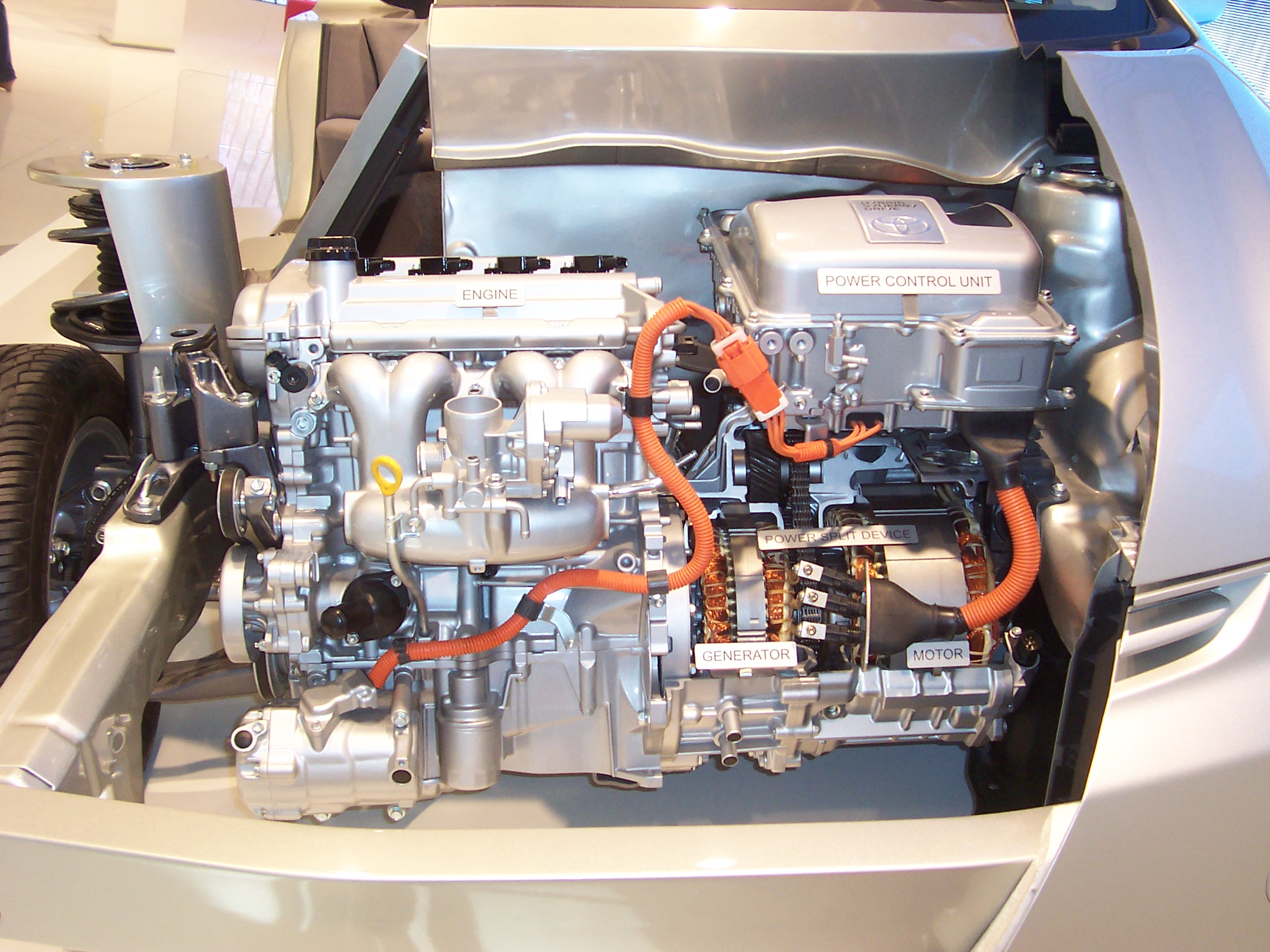
Гібридний двигун

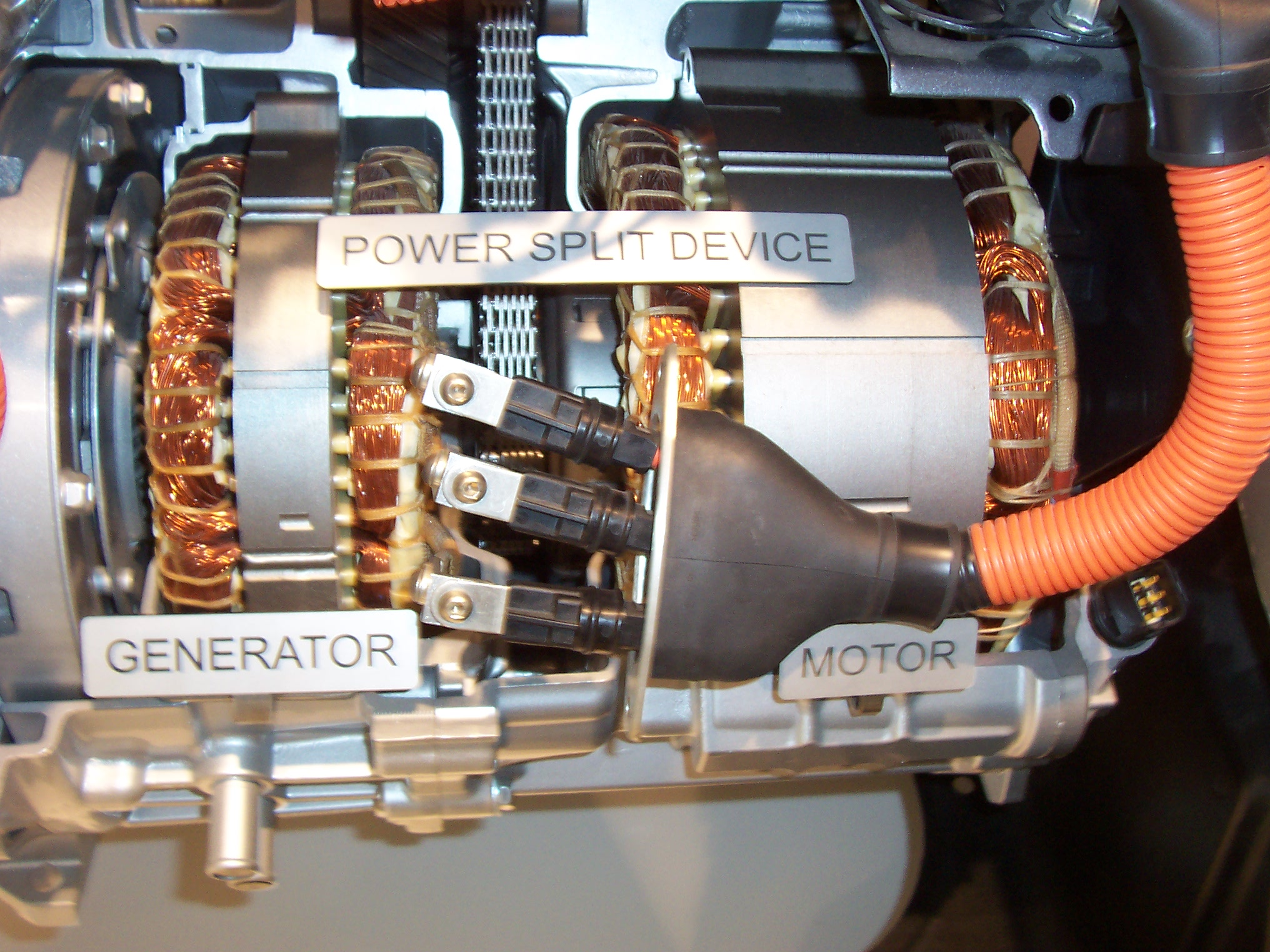
Ліворуч — генератор, праворуч — електродвигун, між ними ланцюг з кошика планетарної передачі на головну передачу

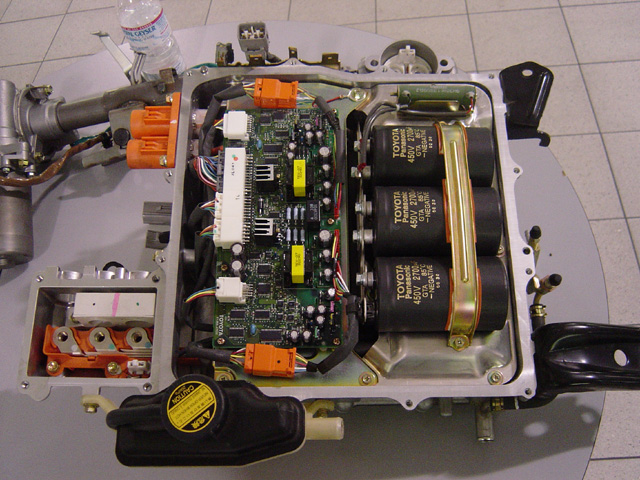
Інвертор THS (з NHW11)

Гібри́дний синергети́чний при́від (англ. Hybrid Synergy Drive, HSD) — технологія силової установки автомобіля, заснована на синергетичному ефекті, розроблена японською корпорацією «Toyota». Вперше застосована 1997 році в серійному автомобілі «Prius».
Об'єднує сім основних компонентів:
- бензиновий двигун 1NZ-FXE (2ZR-FXE) із змінними фазами газорозподілу, (цикл Аткінсона,  стиск 13:1), з'єднаний з водилом планетарної передачі
- електродвигун (синхронний, з постійним магнітом), з'єднаний з коронною шестірнею планетарної передачі, також може працювати як генератор
- електрогенератор, з'єднаний з сонячною шестірнею планетарної передачі; також може працювати як двигун
- планетарна передача
- акумуляторна батарея (розрахована на весь термін служби автомобіля)
- інвертор (перетворює постійний струм на змінний)
- розподільник енергії (PSD = power split device), електронний «ключ», що перетворює планетарну передачу на подобу варіатора)

Комплексом керує комп'ютер за концепцією Drive-by-Wire (без прямого механічного контакту)

## Фази роботи
Планетарна передача є, по суті, диференціалом. На одному його плечі — електродвигун і колеса, на іншому — генератор.
Основний режим гібридного автомобіля — робота від двигуна внутрішнього згоряння. Якщо замкнути генератор постійним опором, за будь-якої зміни дорожніх умов система «піде в рознос», одне плече диференціала майже зупиниться, а інше — буде крутитися з надмірною швидкістю. Тому комп'ютер розраховує, яке потрібно передавальне число і яке воно зараз, і в залежності від цього збільшує або зменшує навантаження генератора. Що більше навантаження на генератор, то повільніше він обертається, і, відповідно, швидше обертаються колеса — так електронний «варіатор» ставить високу «передачу». Отримана з генератора енергія не втрачається — вона йде частково на підзарядку акумулятора, частково на електродвигун. За активного розгону енергія йде тільки на електродвигун, разом з енергією акумулятора.
На незначний час, і на швидкостях до 50 км/год автомобіль може перетворитися на повний електромобіль, ДВЗ при цьому зупиняється. Запас ходу в такому режимі невеликий (у Toyota Prius 4 не перевищує 20 км, у раніших — до 2 км) — але цього вистачить, щоб не диміти в гаражі або безшумно від'їхати. Задній хід у Toyota Prius також суто електричний (у гібридних кросоверах це вирішується другим планетарним рядом).
Під час гальмування комп'ютер вимикає бензиновий двигун, а електродвигун перемикається в режим генерування струму і повертає енергію в батарею (рекуперація). Для різкого гальмування є й повноцінні барабанні гальма ззаду і дискові спереду (у перших Prius), або дискові на всіх колесах (у наступних).
Фактично, силову установку автомобіля розбито на два модулі — електрична підсистема відповідає за роботу в перехідних і сталих режимах, підсистема внутрішнього згоряння — тільки за роботу в сталих режимах. Такий підхід кардинально змінює вимоги до двигуна внутрішнього згоряння і цільові функції конструкторів під час розробки всієї силової установки автомобіля, а не тільки трансмісії, як, наприклад, у дослідній розробці General Motors, DaimlerChrysler AG і BMW «Two-Mode», яка призначена для гібридизації стандартних бензинових або дизельних двигунів старих конструкцій, розроблених без урахування роботи в складі гібридного агрегату.
«Хайбрід Синерджи Драйв» виявився досить вдалим маркетинговим ходом компанії на підйомі руху за захист навколишнього середовища, приуроченим до екологічної конференції в грудні 1998 року. Попри невисокі показники витрати палива автомобіля Prius з цим приводом, мав відмінні преференції щодо оподаткування в ряді розвинених країн. Фактично є перехідною сходинкою до електромобілів.

## Проєктування гібридної силової установки
Для створення гібридного привода слід дотримуватись таких пунктів:
1. Вибравши для розрахунків еталонну тягову систему і еталонну ділянку експлуатації, слід провести тягові розрахунки, щоб отримати характеристики під час експлуатації системи на цій ділянці. В результаті розрахунків ми отримаємо інформацію про витрату/надлишок енергоресурсів, час проходження в тому чи іншому режимі, характеристики потужності та інші необхідні для подальших розрахунків показники.
2. Далі, виходячи з отриманої схеми руху на ділянці, можна визначити надлишок енергії, яку виробляє тягова система, наприклад, як у випадку руху на спуск, і енергію, необхідну транспортному засобу для того, щоб тримати двигуни в номінальному режимі роботи у випадках, коли необхідна максимальна потужність, як, наприклад, під час руху на підйом. Отримавши ці дві величини, ми визначимо середнє значення енергії, яке буде відповідати вимогам мінімальної достатності для подачі на двигуни і повноти накопичення в процесі експлуатації, оскільки недоцільно ставити накопичувач великого обсягу, якщо на всьому шляху він так і не буде повністю заряджений.
3. На наступному етапі за отриманими характеристиками визначимо необхідну акумуляторну батарею (або ємність іншої акумулювальної системи), її кількість і компонування. Для цього, виходячи з необхідної потужності, часу роботи і напруги батареї, розраховується необхідний струм заряджання АКБ і її ємність. Маючи дві ці величини, можна почати підбір акумуляторних батарей, орієнтуючись тільки на вартість, масогабаритні показники, довговічність і стійкість до перепадів навантажень. Важливим моментом є компонування системи акумуляторних батарей, оскільки, крім того, що цю систему необхідно правильно розмістити, від способу підключення батарей між собою залежить вихідна потужність і ємність всієї системи.

## Переваги і недоліки
Плюси:
- Низька витрата палива в місті, за відгуками власника, іноді доходить до 2,6 л/100 км (3-тє покоління), виробник вказує 4,2 л/100 км
- Просте керування на мінімальних швидкостях: електродвигун (за правильного охолодження) дозволяє рухатися як завгодно повільно.
- Дозволяє недовго і нешвидко проїхати на повній електротязі.
- Завдяки електродвигуну динаміка розгону не поступається автомобілям-«однокласникам», попри слабкий двигун і високу масу (Toyota Prius 4 — розгін 0→100 за 10 с).

Мінуси:
- Дорожнеча. Звідси — економія на дрібницях: так, до 4-го покоління Prius'ів задня підвіска — Н-подібна балка, властива переважно невеликим авто.
- Підвищена витрата палива при рівномірному ритмі руху (по трасі)[2].
- Складна електрична частина.
- Динаміка розгону поступається, а змішана витрата палива практично збігається з показниками дизельних автомобілів (Toyota Prius 2 (2005) — витрата палива, місто/траса/змішаний — 5/4.2/4.3 л/100 км[3], Citroen C3 1.6 HDi MT (2005) — витрата палива, місто/траса/змішаний — 5,7/3,8/4,5 л/100 км)[4].
- При відмові будь-якого з компонентів авто поїде тільки на електротязі, з відповідною швидкістю і запасом ходу. Не можна залишати Prius без руху на пів року і більше — відмовить тяговий акумулятор, і авто більше нікуди не поїде. На зношеному акумуляторі цей строк зменшується до двох тижнів.
- У найпростішому варіанті задній хід тільки на електротязі (в гібридних кросоверах вирішується другим планетарним рядом).
- Потрібен 12-вольтовий акумулятор і стартер саме на випадок розряду тягового акумулятора. Отже, Prius теж можна «прикурити»[5].